# Patró polar d'un micròfon
El patró polar d'un micròfon és la seva sensibilitat al so en relació amb l'angle o direcció del mateix so, és a dir, l'espai en tres dimensions en el qual el micròfon és més sensible al so.
D'aquesta manera, podem entendre l'existència d'una divisió dels diversos tipus de micròfons segons la seva capacitat de capturar el so des de diferents direccions. Hi ha micròfons cardioides, supercardioides, hipercardioides, omnidireccionals i bidireccionals.
A tots els micròfons direccionals (cardioides bàsicament) s'hi pot donar l'efecte de proximitat, un canvi de freqüència que apareix quan el micròfon s'acosta massa a la font d'on prové el so.
Els patrons polars es proven en ambients acústics ideals on no hi ha parets ni objectes. Al món real, les superfícies que es troben a l'interior d'una habitació fan que el so es reflecteixi amb molta facilitat. D'aquesta manera, qualsevol so fora d'eix pot rebotar i anar directament a la part del micròfon que està enregistrant. Per aquesta raó es pot afirmar que mai s'arriba a gaudir de totes les capacitats direccionals d'un micròfon. Tot i que els micròfons cardioides no enregistressin absolutament res per la part posterior (cosa que mai passa), els sons posteriors es reflectirien i arribarien als laterals. Per tant, els micròfons cardioides poden reduir sons no desitjats (aproximadament un 67%), però no poden eliminar-los completament.
L'angle màxim dintre del qual es pot esperar que el micròfon realment sigui sensible al so de manera uniforme es coneix com a angle d'acceptació.

## Cardioide

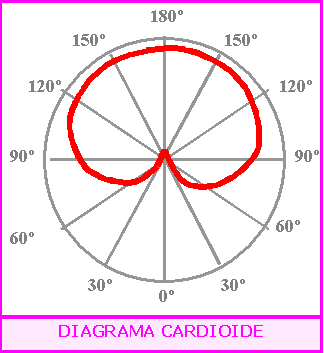

Un micròfon cardioide té la màxima sensibilitat a la part frontal i la mínima a la part posterior. D'aquesta manera, s'aconsegueix enregistrar el mínim possible el so d'ambient no desitjat i el micròfon en si és més resistent a la realimentació que els micròfons omnidireccionals. Per aquesta raó, els micròfons cardioides són els que s'utilitzen als escenaris on hi ha massa soroll.

Els micròfons cardioides són la millor opció per a gravar veus, ja que la persona decideix cap a quina direcció s'enregistrarà el so. Són especialment útils per a actuacions en directe i habitacions sense tractament acústic.
Tot i això, encara que pot semblar el micròfon perfecte, té dos factors negatius destacables: l'Efecte de Proximitat, que potencia els greus; i el canvi de color fora d'eix, ja que la majoria de micròfons cardioides tenen una petita caiguda de sensibilitat en els aguts.

## Supercardioide i hipercardioide
Un micròfon supercardioide o hipercardioide té un patró de captura més estret que un micròfon cardioide, i aconsegueix evitar encara més el so d'ambient. Amb aquest tipus de micròfons és essencial col·locar de manera correcta el monitor, ja que capten senyals del seu darrere. Els micròfons supercardioides són ideals per a gravar sons individuals a entorns on hi ha molt soroll, i són els més resistents als problemes de realimentació.
Els patrons supercardioide i hipercardioide no se solen usar en els estudis de gravació, però són essencials per a les produccions de cinema.

## Omnidireccional

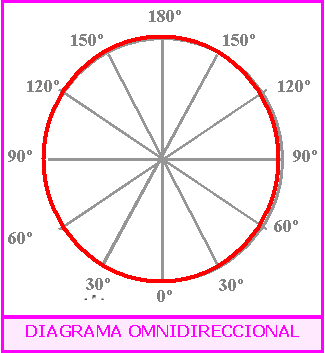

Un micròfon omnidireccional té la mateixa sensibilitat en tots els angles, de manera que capta de la mateixa manera tots els sons de totes les direccions. Per aquest motiu, aquests micròfons no s'han d'orientar cap a una direcció en concret. L'únic factor negatiu és que els micròfons omnidireccionals no es poden allunyar de les fonts no desitjades com poden ser uns altaveus de PA, els quals poden portar problemes de realimentació.
La mida física del micròfon té molt a veure amb el rendiment de les seves característiques omnidireccionals a freqüències molt altes, ja que el cos del micròfon no deixa passar les longituds d'ona de les freqüències més altes que arriben des del darrere. Per aquest motiu, com més petit és el diàmetre del cos del micròfon, més omnidireccional és.
Els micròfons omnidireccionals no són tan populars com ho eren abans de l'existència dels cardioides.
Tot i això, hi ha situacions en què, depenent del que es vol gravar, són més útils que els altres: el so general d'una habitació, una font de so àmplia, alguna cosa en moviment o un estèreo.
En comparació als micròfons cardioides, els omnidireccionals no pateixen l'Efecte de Proximitat, fan menys soroll, tenen un major rang de freqüències (normalment arriben a una octava més greu) i modifiquen menys el color del so fora d'eix. Aquest últim factor es dona sobretot en aquells micròfons omnidireccionals amb condensadors de diafragma petits. També són menys susceptibles al "popping", provocat per determinades consonants ("p", "b" i "t", per exemple), el qual es nota més amb micròfons direccionals.
L'esforç que ha de fer un micròfon direccional per evitar el so que arriba des de fora del seu eix proporciona un factor de distància més important que amb un micròfon omnidireccional.

## Bidireccional

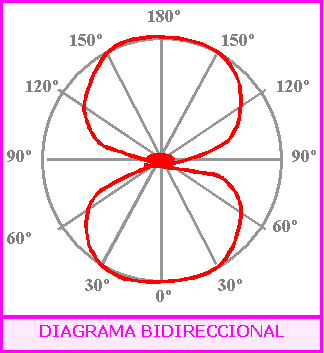

Un micròfon bidireccional té la màxima sensibilitat a les parts frontal i posterior del micròfon, de manera que les parts laterals queden aïllades. Aquests micròfons tenen el patró polar en forma de vuit i en general són micròfons de cinta o de gran diafragma.
L'exemple típic que s'utilitza per a explicar la utilitat dels micròfons bidireccionals és un duet de cantats col·locats un davant d'altre. Tot i que realment sigui útil en aquesta situació, no se sol donar amb gaire freqüència.
Se sol utilitzar un micròfon bidireccional en micròfons de cinta, per a gravar en estèreo i per a obtenir el màxim aïllament possible contra els sons fora d'eix. Si es posiciona aquest tipus de micròfon de la manera correcta, es pot aconseguir més aïllament que amb qualsevol altre.
Per a gravar en estèreo, els micròfons bidireccionals s'utilitzen amb les tècniques Blumlein i Centre/Lateral.

## Evolució
En els orígens dels micròfons només hi havia dos patrons polars: omnidireccional i bidireccional.
- Micròfons Omnidireccionals: coneguts com a micròfons de pressió, els seus diafragmes només captaven la pressió en un únic punt. Com no rebien informació per més d'una direcció, eren igual de sensibles al so de totes les direccions.
- Micròfons Bidireccionals: coneguts com a micròfons de gradient pressió, captaven la diferència de pressió pels dos costats del diafragma obert. Això aconseguia evita l'enregistrament del so lateral i centrar-se més en les parts frontal i posterior.

El patró polar cardioide va sorgir a partir de la combinació dels senyals dels micròfons omnidireccional i bidireccional. Quan es combinaven aquests senyals, cada part responia d'una manera diferent:
- A la part frontal els senyals positius es combinaven aconseguint un senyal el doble de fort.
- Als laterals el senyal del micròfon omnidireccional continuava igual.
- A la part posterior el senyal negatiu del micròfon bidireccional s'oposava al senyal positiu de l'omnidireccional, aconseguint no enregistrar el so d'aquella zona.

D'aquesta manera els enginyers van acabar dissenyant càpsules cardioides, les quals van evolucionar; ja que es varen adonar que el patró polar podia ser encara més direccional si hi havia més senyal bidireccional i menys omnidireccional.
Aquest nou patró va tenir el nom de supercardioide, i a la versió més estreta se li va dir hipercardioide.